# Budimír
Budimír (Hongaars: Budamér) is een Slowaakse gemeente in de regio Košice, en maakt deel uit van het district Košice-okolie.
Budimír telt 964 inwoners.